# Sidi Daoud
Sidi Daoud (em árabe: سيدي داود) é uma cidade localizada na província de Boumerdès, Argélia. Segundo o censo de 2008, a população total da cidade era de 16 900 habitantes.